# Suolojärvi (Karesuando socken, Lappland, 758486-176919)
Suolojärvi är en sjö i Kiruna kommun i Lappland och ingår i Torneälvens huvudavrinningsområde. Sjön har en area på 0,254 kvadratkilometer och ligger 440,1 meter över havet. Sjön avvattnas av vattendraget Myllyjoki (Alasjoki).

## Delavrinningsområde
Suolojärvi ingår i det delavrinningsområde (758557-176781) som SMHI kallar för Ovan Koulusjoki. Medelhöjden är 440 meter över havet och ytan är 22,26 kvadratkilometer. Det finns inga avrinningsområden uppströms utan avrinningsområdet är högsta punkten. Myllyjoki (Alasjoki) som avvattnar avrinningsområdet har biflödesordning 4, vilket innebär att vattnet flödar genom totalt 4 vattendrag innan det når havet efter 465 kilometer. Avrinningsområdet består mestadels av skog (58 procent) och sankmarker (37 procent). Avrinningsområdet har 1,1 kvadratkilometer vattenytor vilket ger det en sjöprocent på 4,9 procent.